# Xiaoqiao, Fujian
Xiaoqiao är en köping i sydöstra Kina. Den ligger i Jian'ou i staden Nanping i provinsen Fujian, omkring 130 kilometer nordväst om provinshuvudstaden Fuzhou. Antalet invånare är 29 466. Befolkningen består av 14 386 kvinnor och 15 080 män. Barn under 15 år utgör 19,0 %, vuxna 15-64 år 70 %, och äldre över 65 år 9,0 %.